# کارگوو
کارگوو (به آلمانی: Kargow) یک شهر در آلمان است که در Mecklenburgische Seenplatte District واقع شده‌است. کارگوو  ۷۴۸ نفر جمعیت دارد.